# Карбальес Баэна, Роберто
Роберто Карбалье́с Баэ́на (исп. Roberto Carballés Baena; род. 23 марта 1993, Тенерифе, Испания) — испанский теннисист; победитель трёх турниров ATP (из них два в одиночном разряде); победитель одного юниорского турнира Большого шлема в парном разряде (Открытый чемпионат Франции-2011).

## Общая информация
Родителей Роберто зовут Пио и Мария Виктория.
Испанец начал играть в теннис в три года; любимое покрытие — грунт; любимый турнир — Ролан Гаррос. Кумиром в мире тенниса в период взросления был Давид Феррер.
Болельщик футбольных команд «Гранада» и «Реал Мадрид».

## Спортивная карьера
Высшим достижением на юниорском этапе карьере для Карбальеса Баэны стала победа в 2011 году на Открытом чемпионате Франции в парном разряде среди юношей в партнёрстве с Андресом Артунедо. Наивысшей позицией в юниорском рейтинге для него стала 8-я строчка.
Ещё в сентябре 2010 года Карбальес выиграл первый титул из серии «фьючерс». В апреле 2013 года испанец сыграл свой первый матч в основной сетке турнира ATP, проведя его на соревнованиях в Барселоне. Этот поединок он проиграл российскому «ветерану» Николаю Давыденко.
В апреле 2014 года, начав турнир в Касабланке с квалификации, он дошел до первого в карьере полуфинала в Мировом туре, после чего Роберто поднялся в мировом рейтинге во вторую сотню. В сентябре 2015 году ему удалось выиграть первый титул на турнире серии «челленджер», завоевав его на соревновании в Марокко. Там же он выиграл ещё один «челленджер» в октябре.
В феврале 2016 года Карбальес в качестве лаки-лузера попал на турнир в Сан-Паулу, где сумел пройти в четвертьфинал. В мае через квалификацию он отобрался на Ролан Гаррос, ставшим для испанца первым турниром серии Большого шлема в основной сетке. В августе Карбальес смог впервые подняться в рейтинге в топ-100 лучших теннисистов.
В феврале 2017 года на турнире в Кито Карбальес смог выйти в 1/4 финала, начав с квалификации. Летом он победил на двух «челленджерах» в Италии.
В феврале 2018 года Карбальес преподнёс сюрприз и выиграл свой дебютный титул ATP. Он завоевал его на грунтовом турнире в Кито, где в финале переиграл Альберта Рамоса-Виньоласа со счетом 6-3, 4-6, 6-4. Благодаря этому успеху через неделю после победы Роберто достиг 72-й позиции в мировом рейтинге. В начале мая он достиг четвертьфинала турнира в Оэйраше. В октябре Карбальес выиграл «челленджер» в Барселоне, а по итогам 2018 года испанец вошёл в первую сотню теннисистов, заняв 73-е место.
В феврале 2019 года Карбальес вышел в 1/4 финала на грунтовом турнире в Буэнос-Айресе. В апреле он выиграл «челленджер» на грунте в Мурсии, а затем смог дойти до четвертьфинала турнира АТР-500 в Барселоне. В мае он взял ещё один «челленджер» в Лиссабоне. В июле Карбальес дважды доходил до четвертьфиналов на европейских грунтовых турнирах АТР-250 в Бостаде и Гштаде.
В ноябре 2020 года уступил в финале грунтового «челленджера» в Кампинасе Франсиско Серундоло со счётом 4-6,6-3,3-6.
В марте 2021 года дошёл до 1/4 финала грунтового турнира АТР-250 в Сантьяго, в апреле победил на грунте «челленджера» в Белграде, в мае снялся из-за травмы в 1/4 финала грунтового турнира АТР-250 в Белграде. В июле уступил в 1/2 финала турнира АТР-250 в Бостаде норвежцу Касперу Рууду со счётом 1-6, 4-6. В сентябре уступил в финалах грунтовых «челленджеров» в Севилье и Мурсии.
В феврале 2022 года проиграл в финале грунтового «челленджера» в Лас-Пальмас де Гран Канария, в апреле вышел в четвертьфинал грунтового турнира АТР-250 в Марракеше, в мае победил на грунтовом «челленджере» в Тунисе, в июле уступил в финале грунтового «челленджера» в Амерсфорте, вышел в 1/4 финала турнира АТР-250 на грунте в Умаге, в сентябре выиграл грунтовый «челленджер» в Севилье, в октябре вышел в 1/4 финала турнира АТР-250 во Флоренции.
В апреле 2023 года Карбальес завоевал второй титул АТР в карьере на грунтовом турнире в Марракеше, где в финале за 3 часа 2 минуты победил Александра Мюллера со счетом 4-6, 7-6(3), 6-2, в июле вышел в 1/4 финала турнира АТР-250 на грунте в Умаге, в сентябре вновь победил на грунтовом «челленджере» в Севилье
В январе 2024 года впервые в карьере вышел в 1/4 финала турнира АТР-250 на харде в новозеландском Окленде, в апреле испанец не смог защитить свой титул в Марракеше, уступив в финале Маттео Берреттини со счетом 5-7, 2-6, в июле победил на грунтовом «челленджере» в Брауншвейге, вновь играл в 1/4 финала турнира АТР-250 в Бостаде. После этого турнира поднялся на рекордное 51-е место в рейтинге АТР. В сентябре в 3-й раз подряд выиграл на грунтовом «челленджере» в Севилье, вышел в 1/4 финала турнира АТР-250 на харде в Хуанчжоу.
В январе 2025 года во 2-й раз подряд вышел в 1/4 финала турнира АТР-250 на харде в новозеландском Окленде.

## Рейтинг на конец года
| Год  | Одиночный рейтинг | Парный рейтинг |
| 2024 | 57                | 298            |
| 2023 | 63                | 243            |
| 2022 | 74                | 238            |
| 2021 | 79                | 194            |
| 2020 | 97                | 149            |
| 2019 | 80                | 150            |
| 2018 | 73                | 276            |
| 2017 | 106               | 479            |
| 2016 | 145               | 357            |
| 2015 | 131               | 367            |
| 2014 | 167               | 518            |
| 2013 | 267               | 1046           |
| 2012 | 323               | 1112           |
| 2011 | 453               | 631            |
| 2010 | 660               | 977            |

## Выступления на турнирах

### Финалы турнировATPв одиночном разряде (3)

#### Победы (2)
| Легенда                     |
| --------------------------- |
| Турниры Большого шлема (0)* |
| Итоговый турнир ATP (0)     |
| Мастерс (0)                 |
| АТР 500 (0)                 |
| АТР 250 (2+1)               |

| Титулы по покрытиям | Титулы по месту проведения матчей турнира |
| ------------------- | ----------------------------------------- |
| Хард (0)*           | Зал (0)                                   |
| Грунт (2+1)         | Зал (0)                                   |
| Трава (0)           | Открытый воздух (2+1)                     |
| Ковёр (0)           | Открытый воздух (2+1)                     |

* количество побед в одиночном разряде + количество побед в парном разряде.
| №  | Дата            | Турнир            | Покрытие | Соперник в финале      | Счёт           |
| 1. | 11 февраля 2018 | Кито, Эквадор     | Грунт    | Альберт Рамос Виньолас | 6-3 4-6 6-4    |
| 2. | 9 апреля 2023   | Марракеш, Марокко | Грунт    | Александр Мюллер       | 4-6 7-6(3) 6-2 |

#### Поражения (1)
| №  | Дата          | Турнир            | Покрытие | Соперник в финале | Счёт    |
| 1. | 7 апреля 2024 | Марракеш, Марокко | Грунт    | Маттео Берреттини | 5-7 2-6 |

### Финалы челленджеров и фьючерсов в одиночном разряде (39)

#### Победы (20)
| Условные обозначения |
| Челленджеры (11)*    |
| Фьючерсы (9+4)       |

| Титулы по покрытиям | Титулы по месту проведения матчей турнира |
| ------------------- | ----------------------------------------- |
| Хард (0)*           | Зал (0)                                   |
| Грунт (20+4)        | Зал (0)                                   |
| Трава (0)           | Открытый воздух (20+4)                    |
| Ковёр (0)           | Открытый воздух (20+4)                    |

* количество побед в одиночном разряде + количество побед в парном разряде.
| №   | Дата             | Турнир                         | Покрытие | Соперник в финале        | Счёт            |
| 1.  | 12 сентября 2010 | Овьедо, Испания                | Грунт    | Пабло Карреньо Буста     | 6-4 6-2         |
| 2.  | 17 апреля 2011   | Мадрид, Испания                | Грунт    | Габриэль Трухильо Солер  | 6-3 7-6(4)      |
| 3.  | 1 мая 2011       | Вик, Испания                   | Грунт    | Хорди Сампер Монтанья    | 5-7 6-4 6-1     |
| 4.  | 18 марта 2012    | Бадалона, Испания              | Грунт    | Давид Эструч             | 6-2 6-3         |
| 5.  | 1 апреля 2012    | Ровинь, Хорватия               | Грунт    | Марк Зибер               | 6-4 4-6 7-5     |
| 6.  | 7 октября 2012   | Сабадель, Испания              | Грунт    | Херард Гранольерс Пуйоль | 6-4 6-1         |
| 7.  | 13 октября 2013  | Сан-Кугат-дель-Вальес, Испания | Грунт    | Гильермо Оласо           | 6-3 6-2         |
| 8.  | 5 октября 2014   | Сабадель, Испания              | Грунт    | Педро Качин              | 6-4 6-4         |
| 9.  | 12 октября 2014  | Сан-Кугат-дель-Вальес, Испания | Грунт    | Алексис Мусиалек         | 6-4 4-6 6-2     |
| 10. | 20 сентября 2015 | Кенитра, Марокко               | Грунт    | Ориоль Рока Баталья      | 6-1 5-1 — отказ |
| 11. | 10 октября 2015  | Мохаммедия, Марокко            | Грунт    | Камил Майхшак            | 7-6(4) 6-2      |
| 12. | 30 июля 2017     | Кортина-д’Ампеццо, Италия      | Грунт    | Геральд Мельцер          | 6-1 6-0         |
| 13. | 27 августа 2017  | Манербио, Италия               | Грунт    | Гильермо Гарсия Лопес    | 6-4 2-6 6-2     |
| 14. | 14 октября 2018  | Барселона, Испания             | Грунт    | Педро Мартинес           | 1-6 6-3 6-0     |
| 15. | 14 апреля 2019   | Мурсия, Испания                | Грунт    | Микаэль Имер             | 2-6 6-0 6-2     |
| 16. | 19 мая 2019      | Лиссабон, Португалия           | Грунт    | Факундо Багнис           | 2-6 7-6(5) 6-1  |
| 17. | 18 апреля 2021   | Белград, Сербия                | Грунт    | Дамир Джумхур            | 6-4 7-5         |
| 18. | 22 мая 2022      | Тунис, Тунис                   | Грунт    | Гейс Браувер             | 6-1 6-1         |
| 19. | 11 сентября 2022 | Севилья, Испания               | Грунт    | Бернабе Сапата Миральес  | 6-3 7-6(6)      |
| 20. | 10 сентября 2023 | Севилья, Испания               | Грунт    | Кальвин Эмери            | 6-3 6-1         |

#### Поражения (19)
| №   | Дата             | Турнир                               | Покрытие | Соперник в финале         | Счёт           |
| 1.  | 15 мая 2011      | Льейда, Испания                      | Грунт    | Жуан Соуза                | 3-6 3-6        |
| 2.  | 1 сентября 2012  | Сантандер, Испания                   | Грунт    | Габриэль Трухильо Солер   | 2-6 3-6        |
| 3.  | 24 февраля 2013  | Мурсия, Испания                      | Грунт    | Пабло Карреньо Буста      | 7-6(7) 3-6 3-6 |
| 4.  | 2 марта 2013     | Картахена, Испания                   | Грунт    | Пабло Карреньо Буста      | 1-6 0-6        |
| 5.  | 24 марта 2013    | Вильяхойоса, Испания                 | Ковёр    | Пабло Карреньо Буста      | 3-6 7-6(3) 3-6 |
| 6.  | 31 марта 2013    | Вильяхойоса, Испания                 | Ковёр    | Марк Хинер                | 6-7(4) 4-6     |
| 7.  | 29 июня 2013     | Пальма-дель-Рио, Испания             | Хард     | Херард Гранольерс Пуйоль  | 6-7(5) 6-4 3-6 |
| 8.  | 6 октября 2013   | Сабадель, Испания                    | Грунт    | Хосе Чека Кальво          | 6-3 0-6 2-6    |
| 9.  | 23 февраля 2014  | Мурсия, Испания                      | Грунт    | Маркус Эрикссон           | 6-7(2) 6-3 5-7 |
| 10. | 1 марта 2014     | Картахена, Испания                   | Грунт    | Камил Майхшак             | 6-1 6-7(4) 3-6 |
| 11. | 29 марта 2014    | Пула, Италия                         | Грунт    | Марко Чеккинато           | 4-6 1-6        |
| 12. | 12 сентября 2015 | Мекнес, Марокко                      | Грунт    | Даниэль Муньос де ла Нава | 4-6 2-6        |
| 13. | 9 июля 2016      | Бостад, Швеция                       | Грунт    | Орасио Себальос           | 3-6 4-6        |
| 14. | 20 августа 2017  | Корденонс, Италия                    | Грунт    | Элиас Имер                | 2-6 3-6        |
| 15. | 6 декабря 2020   | Кампинас, Бразилия                   | Грунт    | Франсиско Серундоло       | 4-6 6-3 3-6    |
| 16. | 12 сентября 2021 | Севилья, Испания                     | Грунт    | Педро Мартинес            | 4-6 1-6        |
| 17. | 3 октября 2021   | Мурсия, Испания                      | Грунт    | Таллон Грикспор           | 6-3 5-7 3-6    |
| 18. | 6 марта 2022     | Лас-Пальмас-де-Гран-Канария, Испания | Грунт    | Джанлука Магер            | 6-7(6) 2-6     |
| 19. | 17 июля 2022     | Амерсфорт, Нидерланды                | Грунт    | Таллон Грикспор           | 1-6 2-6        |

### Финалы турнировATPв парном разряде (1)

#### Победы (1)
| №  | Дата            | Турнир         | Покрытие | Партнёр                    | Соперники в финале            | Счёт       |
| 1. | 29 февраля 2020 | Сантьяго, Чили | Грунт    | Алехандро Давидович Фокина | Марсело Аревало Джонни О'Мара | 7-6(3) 6-1 |

### Финалы челленджеров и фьючерсов в парном разряде (9)

#### Победы (4)
| №  | Дата            | Турнир                         | Покрытие | Партнёр                  | Соперники в финале                               | Счёт           |
| 1. | 13 августа 2011 | Ирун, Испания                  | Грунт    | Пабло Карреньо Буста     | Энрике Лопес Перес Хайме Пулгар Гарсия           | 6-4 6-2        |
| 2. | 30 октября 2011 | Вильяфранка, Испания           | Грунт    | Херард Гранольерс Пуйоль | Мигель Анхель Лопес Хаен Габриэль Трухильо Солер | 3-6 6-3 [11-9] |
| 3. | 13 октября 2013 | Сан-Кугат-дель-Вальес, Испания | Грунт    | Ориоль Рока Баталья      | Иван Гомес Мантилья Маркос Хиральди Рекена       | 6-4 6-2        |
| 4. | 22 марта 2014   | Пула, Италия                   | Грунт    | Давид Вега Эрнандес      | Филиппо Балди Пьетро Личчиарди                   | 6-4 6-4        |

#### Поражения (5)
| №  | Дата            | Турнир                    | Покрытие | Партнёр                 | Соперники в финале                             | Счёт               |
| 1. | 4 сентября 2010 | Сантандер, Испания        | Грунт    | Пабло Карреньо Буста    | Мигель Анхель Лопес Хаэн Пабло Сантос Гонсалес | 2-6 2-6            |
| 2. | 9 февраля 2014  | Пегера, Испания           | Грунт    | Ориоль Рока Баталья     | Педро Мартинес Хауме Мунар                     | 1-6 1-6            |
| 3. | 10 октября 2015 | Мохаммедия, Марокко       | Грунт    | Пабло Карреньо Буста    | Марк Верворт Иньиго Сервантес Уэгун            | 6-3 6-7(2) [10-12] |
| 4. | 7 августа 2016  | Кортина-д’Ампеццо, Италия | Грунт    | Кристиан Гарин          | Филипп Освальд Джеймс Серретани                | 3-6 2-6            |
| 5. | 3 октября 2021  | Мурсия, Испания           | Грунт    | Альберто Барросо Кампос | Рауль Бранкаччо Флавио Коболли                 | 3-6 6-7(4)         |

## История выступлений на турнирах
По состоянию на 22 августа 2019 года
Для того, чтобы предотвратить неразбериху и удваивание счета, информация в этой таблице корректируется только по окончании турнира или по окончании участия там данного игрока.
| Турнир                       | 2014  | 2015  | 2016  | 2017  | 2018  | 2019  | Итог  | В/П за карьеру |
| ---------------------------- | ----- | ----- | ----- | ----- | ----- | ----- | ----- | -------------- |
| Турниры Большого Шлема       |       |       |       |       |       |       |       |                |
| Открытый чемпионат Австралии | К     | -     | -     | К     | К     | 1Р    | 0 / 1 | 0-1            |
| Открытый чемпионат Франции   | К     | К     | 1Р    | К     | 1Р    | 2Р    | 0 / 3 | 1-3            |
| Уимблдонский турнир          | -     | К     | -     | К     | 1Р    | 1Р    | 0 / 2 | 0-2            |
| Открытый чемпионат США       | К     | -     | -     | -     | 2Р    |       | 0 / 1 | 1-1            |
| Итог                         | 0 / 0 | 0 / 0 | 0 / 1 | 0 / 0 | 0 / 3 | 0 / 3 | 0 / 7 |                |
| В/П в сезоне                 | 0-0   | 0-0   | 0-1   | 0-0   | 1-3   | 1-3   |       | 2-7            |

К — проигрыш в квалификационном турнире.